# Dani Mathieu
Dani Mathieu (Tilburg, 9 februari 2001) is een Nederlands voetballer die als middenvelder speelt. Zijn huidige club is Willem II, waar hij een contract heeft tot medio 2026.

## Carrière
Dani Mathieu begon zijn carrière in de jeugd bij SV Reeshof, alvorens hij op zijn achtste werd ingelijfd door PSV. Daar doorliep hij verschillende jeugdelftallen, maar door meerdere slepende blessures kon hij zijn belofte nooit waarmaken. Uiteindelijk maakte hij in 2020 op amateurbasis de overstap naar de jeugdopleiding van Willem II. In 2022 tekende hij daar zijn eerste contract dat hem tot medio 2024 aan de club verbindt. Op 19 augustus 2022 maakte hij zijn officiële debuut tijdens de gewonnen thuiswedstrijd (2-1) tegen Telstar. Op 22 maart 2023 wordt zijn contract opengebroken en met twee jaar verlengd, waardoor hij tot medio 2026 vastligt bij Willem II.

### Statistieken
| Seizoen                  | Club           | Land           | Competitie     | Competitie | Competitie | Beker | Beker | Totaal | Totaal |
| Seizoen                  | Club           | Land           | Competitie     | Wed.       | Dlp.       | Wed.  | Dlp.  | Wed.   | Dlp.   |
| ------------------------ | -------------- | -------------- | -------------- | ---------- | ---------- | ----- | ----- | ------ | ------ |
| 2022/23                  | Willem II      | Nederland      | Eerste Divisie | 2          | 0          | 0     | 0     | 2      | 0      |
| Carrièretotaal           | Carrièretotaal | Carrièretotaal | Carrièretotaal | 2          | 0          | 0     | 0     | 2      | 0      |
| Bijgewerkt op 13-10-2022 |                |                |                |            |            |       |       |        |        |